# استبدال ترادفي
الاِسْتِبْدَال التَّرَادُفِيّ (بالإنجليزية: synonymous substitution)‏ هو في علم الوراثيات، استبدال قاعدة بأخرى في يخروج مورثة مشفّر لبروتين، وهي ما لا يؤدي إلى تغير تسلسل الأحماض الأمينية المنتجة.